# Lilla Sundbågen
Lilla Sundbågen är en sjö i Norrköpings kommun i Östergötland och ingår i Motala ströms huvudavrinningsområde. Sjöns area är 0,024 kvadratkilometer och den är belägen 90,6 meter över havet.